# Десантен кораб
Десантен кораб (ДК) – клас бойни кораби, предназначени за транспортиране (доставка, превоз) на военна техника и личен състав, които са способни да осъществяват десанта им на необорудвано крайбрежие.
Корабите, от момента на тяхното появяване, са широко използвани за прехвърляне на войски по вода. В античността, във връзка с огромната роля на мореплаването за тогаващната цивилизация, флота е необходим за водене на големи войни. Той позволява бързо да се преместват на големи разстояния цели армии, а след това и да осигурява снабдяването им, ако това е невъзможно да се прави с други средства, поради общата неразвитост на транспортната инфраструктура. Към тези времена се отнася и появата на първите кораби, които са способни да транспортират стотици войници с цялото им снаряжение.
До Първата световна война за морски десанти са използвани, като правило, обикновени кораби (съдове) с най-различно предназначение. Специално преоборудвани съдове, целенасочено предназначени за подсигуряване на десант, са известни вече по време на Първата световна война (британския „Ривър Клайд“, руските „Тревориан“ и „Бурдейль“). Разцвета на десантните кораби специализирана постройка идва през Втората световна война и следвоенния период, което е свързано с мащабните и дълготрайни бойни действия между САЩ и Япония в просторите на Тихия океан и последващото противостояние на СССР и САЩ в студената война.
Главно преимущество на десантните кораби специализирана постройка са възможността за осъществяване на десант в условията на огнево противодействие, а танкодесантните кораби могат да разтоварват техника и материална база на необорудовани места по брега, на плажове, реки и др. Поради това те са с усилена конструкция на корпуса, по възможност с плитко газене и плоско дъно. Освен това, на десантните кораби понякога се вменява и непосредствената огнева поддръжка на десанта, заради което те обикновено имат артилерия, зенитни оръдия и ракети, установки за залпов огън (РСЗО) и т.н.
В СССР особено развитие получават десантните кораби на въздушна възглавница. Освен това са започнати (но така и не са завършени) работи по създаването на десантни екраноплани.
Освен десантни кораби, способни непосредствено да свалят десанта на брега, някои страни, в частност САЩ, използват в качеството на десантни много големи кораби – вертолетоносачи (в съветската класификация) или универсални десантни кораби (на английски: Amphibious assault ship) в съвременната класификация. Това са големи кораби, обединяващи в себе си няколко функции – превоз на личния състав (до 2000 души) с въоръжение и техника, докова камера за спускане на малки десантни катери и полетна палуба с хангар за базиране на бойни и десантни вертолети, както и самолети с вертикално излитане и кацане. На борда е разположен и щаб за управление на десантната операция.
С появата на американските универсални десантни кораби от типа „Тарава“ в Съветския съюз започва работа за свой кораб от аналогичен тип (проекта 11780) на основата на ТАКР „Адмирал Горшков“. Проекта не е осъществен. Корабите от типа „Иван Рогов“ са въоръжени с няколко корабни транспортно-бойни хеликоптери Ка-29, което ги превръща в кораби от клас десантен кораб – вертолетоносач (на английски Landing Platform Helicopter – LPH), но не и универсални десантни кораби. Първите такива кораби в състава на руския ВМФ трябваше да бъдат двата кораба от клас „Владивосток“, които Руската федерация поръча във Франция на базата на корабите клас „Мистрал“, но наложените оръжейни санкции провалиха сделката.